# Hercule Poirots jul
Hercule Poirots jul (en: Hercule Poirots Christmas) er en krimi af Agatha Christie fra 1938, der handler om Hercule Poirot. Han deltager juleaften i en selskabelig sammenkomst, hvor værten, oberst Johnson, politichef i Middleshire, underrettes om drab på Gorston Hall, et af egnens fornemste landsteder. Politichefen anmoder Poirot om assistance, og så er jagten på gerningsmanden i gang.

## Plot
Rigmanden Simeon Lee har tjent sin formue på tvivlsomme investeringer bl.a. i Sydafrika. Han samler familien til julemiddag. Han morer sig med at antyde, at hans testamente måske vil blive ændret, ligesom han fortæller sine sønner, at de har flere ukendte halvbrødre. Til middagen dukker også to mulige sønner af gamle Lee op. Og en ung kvinde, der kan være hans barnebarn. Simeon Lee når ikke frem til middagen, idet han bliver myrdet under dramatiske omstændigheder. Sagen er tilsyneladende et mysterium om "det lukkede rum" 
Det er klart, at mordet er planlagt, og at morderen har løbet en stor risiko, så – som så ofte før – udfordrer gerningspersonen Poirot. Hvorledes denne udfordring falder ud, er behandlet i Agatha Christies fortælleteknik.

## En ekstravagance
Christie afslører i denne bog identiteten på en morder fra en tidligere roman. I de tidligste udgaver på dansk er denne afsløring ikke fjernet.

## Analyser
Selve plottet gennemgås af Robert Barnard.
Der er mange spor og vildspor, og både Bernard og George Osborne fremhæver, at Christie er ekspert i at flette dem ind i dagligdags samtale og begivenheder.  Vurderingen hos anmelderne er generelt: En klassisk Christie, men ikke i top ti.

## Bearbejdning
I Tv-serien Agatha Christie´s Poirot er "Hercule Poirot's Christmas" en episode, indspillet i januar (1995). James Japp, som ikke er med i romanen, har en rolle at spille i Tv-dramatiseringen.

## Danske udgaver
- Peter Asschenfeldts nye Forlag; bogklub. udgave; 2000.
- Peter Asschenfeldts nye Forlag; 2000, 2007(n).

Tidligere udgaver under titlen: En af mine sønner:
- Carit Andersen (De trestjernede kriminalromaner, nr. 25); 1957.
- Forum Krimi; 1983